# 兵庫県小学校の廃校一覧
兵庫県小学校の廃校一覧（ひょうごけんしょうがっこうのはいこういちらん）は、兵庫県内の廃校になった小学校の一覧。対象となるのは、学制改革（1947年）以降に廃校となった小学校、および分校である。校名は廃校当時のもの。廃校時に小学校が所在した自治体がその後合併により消滅している場合は、現行の自治体に含める。なお現在休校状態にある県内の小学校と分校も、その多くは、廃校と同様の扱いとなっているため参考として記載する。

## 神戸市

### 兵庫区
- 神戸市立大開小学校〈初代〉（1948年兵庫小へ統合されるも1959年10月再独立）[1]
- 神戸市立兵庫小学校（1988年大開小〈2代目〉と統合し神戸市立兵庫大開小学校へ）[1]
- 神戸市立大開小学校〈2代目〉（1988年兵庫小と統合し兵庫大開小へ）[1]
- 神戸市立入江小学校（1988年中央区の東川崎小、橘小と統合し神戸市立湊小学校へ）[2]
- 神戸市立川池小学校（1994年中道小と統合し神戸市立会下山小学校へ）[2]
- 神戸市立中道小学校（1994年川池小と統合し会下山小へ）[2]
- 神戸市立夢野小学校（2009年統合により神戸市立夢野の丘小学校へ）[3]
- 神戸市立菊水小学校（同上）[3]
- 神戸市立東山小学校（同上）[3]
- 神戸市立鵯越小学校（同上）[3]
- 神戸市立平野小学校（2015年中央区の湊川多聞小と統合し神戸市立神戸祇園小学校へ）[4]
- 神戸市立湊山小学校（同上）[4]
- 神戸市立荒田小学校（同上）[4]

### 長田区
- 神戸市立神楽小学校（1998年志里池小と統合し神戸市立長田南小学校へ）[5]
- 神戸市立志里池小学校（1998年神楽小と統合し長田南小へ）[5]
- 神戸市立二葉小学校（2006年長楽小と統合し神戸市立駒ケ林小学校へ）[6]
- 神戸市立長楽小学校（2006年二葉小と統合し駒ケ林小へ）[6]
- 神戸市立丸山小学校（2016年雲雀丘小と統合し神戸市立丸山ひばり小学校へ）[7]
- 神戸市立雲雀丘小学校（2016年丸山小と統合し丸山ひばり小へ）[7]

### 須磨区
- 神戸市立大黒小学校（2002年千歳小と統合し神戸市立だいち小学校へ）[8]
- 神戸市立千歳小学校（2002年大黒小と統合しだいち小へ）[8]

### 垂水区
- 神戸市立上高丸小学校（2002年西高丸小と統合し神戸市立千鳥が丘小学校へ）[9]
- 神戸市立西高丸小学校（2002年上高丸小と統合し千鳥が丘小へ）[9]
- 神戸市立本多聞小学校（2021年多聞南小と統合し神戸市立多聞の丘小学校へ）[10][11]
- 神戸市立多聞南小学校（2021年本多聞小と統合し多聞の丘小へ）[10][11]

### 北区
- 神戸市立有野台小学校（2019年有野東小と統合し神戸市立ありの台小学校へ）[12]
- 神戸市立有野東小学校（2019年有野台と統合しありの台小へ）[12]
- 神戸市立八多小学校（2023年八多中と統合し神戸市立義務教育学校八多学園へ）[13]

### 中央区
- 神戸市立若菜小学校〈初代〉（1948年二宮小へ統合、1954年再独立）[14]
- 神戸市立筒井小学校（1948年統合により神戸市立春日野小学校へ）[15]
- 神戸市立脇浜小学校（同上）[15]
- 神戸市立宮本小学校〈旧〉（1948年春日野小となるも、1953年再独立）[15]
- 神戸市立湊川小学校（1971年多聞小と統合し湊川多聞小へ）[4]
- 神戸市立多聞小学校（1971年湊川小と統合し湊川多聞小へ）[4]
- 神戸市立東川崎小学校（1988年兵庫区の入江小学校と統合し神戸市立湊小学校へ）  [2]
- 神戸市立橘小学校（同上）[2]
- 神戸市立神戸小学校（1990年諏訪山小と統合し神戸諏訪山小へ）[16]
- 神戸市立諏訪山小学校（1990年神戸小と統合し神戸諏訪山小へ）[16]
- 神戸市立山手小学校（1994年下山手小と統合し神戸市立山の手小学校へ）[17]
- 神戸市立下山手小学校（1994年山手小と統合し山の手小へ）[17]
- 神戸市立神戸諏訪山小学校（1997年北野小と統合し神戸市立こうべ小学校へ）[16]
- 神戸市立北野小学校（1997年神戸諏訪山小と統合しこうべ小へ）[16]
- 神戸市立若菜小学校〈2代目〉（1997年統合により神戸市立中央小学校へ）[14]
- 神戸市立二宮小学校（同上）[14]
- 神戸市立吾妻小学校（同上）[14]
- 神戸市立小野柄小学校（同上）[14]
- 神戸市立湊川多聞小学校（2015年兵庫区の平野小、湊山小、荒田小と統合し神戸祇園小へ）[4]
- 神戸市立港島小学校（2016年港島中と統合し神戸市立義務教育学校港島学園へ）[18]

## 姫路市
- 姫路市立城南小学校（2009年城巽小と統合し白鷺小へ）[19]
- 姫路市立城巽小学校（2009年城南小と統合し白鷺小へ）[19]
- 姫路市立山之内小学校（2010年姫路市立前之庄小学校へ統合）[20]
- 姫路市立白鷺小学校（2018年姫路市立白鷺中学校と統合し義務教育学校の姫路市立白鷺小中学校へ）[19]
- 姫路市立四郷小学校（2019年姫路市立四郷中学校と統合し義務教育学校の姫路市立四郷学院へ）[21]
- 姫路市立豊富小学校（2020年姫路市立豊富中学校と統合し義務教育学校の姫路市立豊富小中学校へ）[22]
- 家島町立男鹿小学校（1988年休校し児童は姫路市立家島小学校〈当時：家島町立〉へ通学、2005年9月廃校）[23]

## 尼崎市
- 尼崎市立御園小学校（1982年尼崎市立竹谷小学校[24]と開明小へ分割統合）
- 尼崎市立開明小学校（2004年城内小と統合し尼崎市立明城小学校へ）[25]
- 尼崎市立城内小学校（2004年開明小と統合し明城小へ）[25]
- 尼崎市立杭瀬小学校〈旧〉（2006年常光寺小と統合し尼崎市立杭瀬小学校〈新〉へ）[26]
- 尼崎市立常光寺小学校（2006年杭瀬小〈旧〉と統合し杭瀬小〈新〉へ）[26]
- 尼崎市立梅香小学校（2014年北難波小と統合し尼崎市立難波の梅小学校へ）[27]
- 尼崎市立北難波小学校（2014年梅香小と統合し難波の梅小へ）[27]
- 尼崎市立若葉小学校（2016年西小と統合し尼崎市立わかば西小学校へ）[28]
- 尼崎市立西小学校（2016年若葉小と統合しわかば西小へ）[28]

## 明石市
- 明石市立松が丘南小学校（1999年明石市立松が丘小学校へ統合）[29]

## 西宮市
- 西宮市立芦原小学校（1983年西宮市立瓦木小学校西側校区を分割統合し西宮市立深津小学校へ）
- 西宮市立浜甲子園小学校（1997年東甲子園小と統合し西宮市立甲子園浜小学校へ）[30]
- 西宮市立東甲子園小学校（1997年浜甲子園小と統合し甲子園浜小へ）[30]
- 西宮市立高須南小学校（2009年高須東小と統合し西宮市立高須小学校へ）[31]
- 西宮市立高須東小学校（2009年高須南小と統合し高須小へ）[31]
- 西宮市立船坂小学校（2010年西宮市立山口小学校へ統合）[32]
- 西宮市立西宮浜小学校（2020年西宮市立西宮浜中学校と統合し義務教育学校の西宮市立総合教育センター付属西宮浜義務教育学校へ）[33]

## 洲本市
- 洲本市立上灘小学校（2006年洲本市立由良小学校へ統合）[注釈 1]
- 洲本市立上灘小学校畑田分校（同上） [注釈 2]
- 洲本市立上灘小学校中津川分校（同上）[注釈 3]

## 芦屋市
- 芦屋市立三条小学校（1999年芦屋市立山手小学校へ統合）[34]

## 伊丹市
- 伊丹市立稲野小学校中野分教場（1956年伊丹市立桜台小学校開校に伴い廃校）[35]

## 相生市
- 相生市立旭小学校（1981年相生市立中央小学校へ統合）[36]

## 豊岡市
- 豊岡市立奈佐小学校辻分校（1960年）[37]
- 豊岡市立五荘西小学校（1970年五荘東小と統合し豊岡市立五荘小学校へ）[38]
- 豊岡市立五荘東小学校（1970年五荘西小と統合し五荘小へ）[38]
- 豊岡市立西気小学校（2013年豊岡市立清滝小学校へ統合）[39]
- 豊岡市立奈佐小学校（2021年五荘小へ統合）[40]
- 豊岡市立港東小学校（2021年港西小と統合し豊岡市立港小学校へ）[41]
- 豊岡市立港西小学校（2021年港東小と統合し港小へ）[41]
- 豊岡市立中竹野小学校（2022年竹野南小と統合し竹野小へ）[42]
- 豊岡市立竹野南小学校（2022年中竹野小と統合し竹野小へ）[43]
- 豊岡市立静修小学校（2023年豊岡市立日高小学校へ統合）[13]
- 豊岡市立高橋小学校（2023年豊岡市立合橋小学校へ統合）[13]
- 豊岡市立寺坂小学校（2024年豊岡市立福住小学校へ統合）[44]
- 豊岡市立竹野小学校（2025年豊岡市立竹野中学校と統合し、義務教育学校の豊岡市立竹野学園へ）[45]
- 竹野町立中竹野小学校松本分校（1955年）[46]
- 竹野町立竹野小学校田久日分校（1971年）[47]
- 竹野町立竹野小学校宇日分校（1971年）[47]
- 竹野町立竹野小学校須井分校（1971年）[47]
- 竹野町立椒小学校（1987年統合により豊岡市立竹野南小学校〈当時：竹野町立〉へ）[48]
- 竹野町立大森小学校（同上）[48]
- 竹野町立三原小学校（同上）[48]
- 竹野町立森本小学校（同上）[48]
- 日高町立三方小学校金山分校（1963年）[49]
- 但東町立合橋小学校〈旧〉（1968年統合により合橋小へ）[50]
- 但東町立河本小学校（同上）[50]
- 但東町立相田小学校（同上）[50]
- 但東町立唐川小学校（同上）[50]
- 但東町立久畑小学校（1968年統合により高橋小へ）[51]
- 但東町立久畑小学校薬王寺分校（同上）[51]
- 但東町立平田小学校（同上）[51]
- 但東町立資母小学校〈旧〉（1968年統合により豊岡市立資母小学校〈当時：但東町立〉へ）[52]
- 但東町立中藤小学校（同上）[52]
- 但東町立赤花小学校（同上）[52]
- 但東町立太田小学校（同上）[52]
- 出石町立福住小学校奥山分校（1970年）[53]
- 出石町立菅谷小学校（1998年福住小へ統合）[53]

## 加古川市
- 加古川市立上荘小学校国包分校（1961年）[54]
- 加古川市立平荘小学校（2024年上荘小、加古川市立両荘中学校と統合し加古川市立義務教育学校両荘みらい学園へ）[55][44]
- 加古川市立上荘小学校（2024年平荘小、両荘中と統合し両荘みらい学園へ）[55][44]
- 加古川町立鳩里小学校〈旧〉（1947年加古川市立加古川小学校〈当時：加古川町立〉へ統合、1975年再分離）[56]

## 西脇市
- 黒田庄村立黒田庄第三小学校（1951年黒田庄村立第二小学校〈現：西脇市立桜丘小学校〉へ統合）[57]

## 宝塚市
- 宝塚市立西谷小学校上佐曽利分校（1957年12月31日）[58]
- 宝塚市立西谷小学校切畑分校（1962年）[58]
- 宝塚市立中山桜台小学校 （2022年中山五月台小と統合し宝塚市立中山台小学校へ）[59]
- 宝塚市立中山五月台小学校 （2022年中山桜台小と統合し中山台小へ）[59]
- 西谷村立西谷小学校雲雀丘分教場（1950年）[58]

## 三木市
- 三木市立別所小学校下石野分校（2006年）[60]
- 三木市立瑞穂小学校（2007年三木市立豊地小学校へ統合）[61]
- 三木市立中吉川小学校（2021年三木市立吉川小学校へ統合）[62]
- 三木市立上吉川小学校（同上）[62]
- 三木市立みなぎ台小学校（同上）[62]
- 三木市立東吉川小学校（2022年吉川小へ統合）[63]

## 川西市
- 川西市立黒川小学校（1977年から無期休校、児童は川西市立東谷小学校へ編入[64]、2022年3月に正式に廃校を決定[65]）
- 川西市立加茂小学校〈旧〉（1997年川西市立川西小学校の一部と統合し川西市立加茂小学校〈新〉へ）[66]
- 川西市立加茂西小学校（同上）[66]

## 小野市
- 小野市立河合小学校河合中村分教場（1958年）[67]

## 三田市
- 三田市立小柿小学校（1967年統合により三田市立高平小学校へ）[68]
- 三田市立大舟小学校（同上）[68]
- 三田市立羽束小学校（同上）[68]
- 三田市立羽束小学校波豆川分校（同上）
- 広野村立青野小学校（1958年統合により三田市立広野小学校〈当時：広野村立〉へ）[69]
- 広野村立加茂小学校（同上）[69]
- 広野村立内神小学校（同上）[69]

## 丹波篠山市
- 篠山市立日置小学校（2010年統合により丹波篠山市立城東小学校〈当時：篠山市立〉へ）[70]
- 篠山市立後川小学校（同上）[70]
- 篠山市立雲部小学校（同上）[70]
- 篠山市立城北小学校（2013年畑小と統合し丹波篠山市立城北畑小学校〈当時：篠山市立〉へ）[71]
- 篠山市立畑小学校（2013年城北小と統合し城北畑小へ）[71]
- 篠山市立福住小学校（2016年統合により丹波篠山市立多紀小学校〈当時：篠山市立〉へ）[72]
- 篠山市立大芋小学校（同上）[72]
- 篠山市立村雲小学校（同上）[72]
- 丹南町立城南小学校真南条分校（1959年古市小南矢代分校へ統合）[73]
- 丹南町立古市小学校南矢代分校（1984年）[73]
- 今田村立今田小学校黒石分校（1963年）[74]
- 今田村立今田小学校釜屋分校（1965年）[74]
- 西紀町立西紀第一小学校（1967年西紀第二小と統合し丹波篠山市立西紀小学校〈当時：西紀町立〉へ）[75]
- 西紀町立西紀第二小学校（1967年西紀第一小と統合し西紀小へ）[75]

## 養父市
- 養父市立建屋小学校〈旧〉（2005年統合により養父市立建屋小学校〈新〉へ）[76]
- 養父市立建屋小学校唐川分校（同上）[76]
- 養父市立三谷小学校（同上）[76]
- 養父市立大屋小学校〈旧〉（2006年統合により養父市立大屋小学校〈新〉へ）[77]
- 養父市立口大屋小学校（同上）[77]
- 養父市立西谷小学校（同上）[77]
- 養父市立南谷小学校（同上）[77]
- 養父市立浅野小学校（2012年養父市立広谷小学校へ統合）[78]
- 養父市立小佐小学校（2012年養父市立八鹿小学校へ統合）[79]
- 養父市立関宮小学校〈2代目〉（2020年養父市立関宮中学校と統合し義務教育学校 養父市立関宮学園へ）[33]
- 八鹿町立小佐小学校日畑分校（1972年）
- 大屋町立西谷小学校横行分校（1976年）
- 大屋町立西谷小学校若杉分校（1978年）[80]
- 大屋町立明延小学校（1988年[81]南谷小へ統合[82]）
- 養父町立養父小学校奥米地分校（1993年）[83]
- 養父町立浅野小学校畑分校（1984年）[84]
- 関宮町立関宮小学校〈初代〉（2004年統合により関宮小〈2代目〉へ）[85]
- 関宮町立熊次小学校（同上）[85]
- 関宮町立出合小学校（同上）[85]
- 関宮町立大谷小学校（同上）[85]

## 丹波市
- 丹波市立芦田小学校（2017年統合により丹波市立青垣小学校へ）[86]
- 丹波市立佐治小学校（同上）[86]
- 丹波市立神楽小学校（同上）[86]
- 丹波市立遠阪小学校（同上）[86]
- 丹波市立鴨庄小学校（2023年丹波市立吉見小学校へ統合）[13]
- 丹波市立竹田小学校（2024年竹田小・前山小が統合し、丹波市立竹山小学校へ）[44]
- 丹波市立前山小学校（同上）[44]
- 沼貫村立沼貫第一小学校（1951年沼貫第二小と統合し沼貫村立沼貫小学校〈現：丹波市立南小学校〉へ）[87]
- 沼貫村立沼貫第二小学校（1951年沼貫第一小と統合し沼貫小へ）[87]
- 春日町立大路第一小学校（1970年大路第二小と統合し丹波市立大路小学校〈当時：春日町立〉へ）[88]
- 春日町立大路第二小学校（1970年大路第一小と統合し大路小へ）[88]

## 南あわじ市
- 南あわじ市立津井小学校（2005年統合により南あわじ市立辰美小学校へ）[89]
- 南あわじ市立丸山小学校（同上）[89]
- 南あわじ市立阿那賀小学校（同上）[89]
- 南あわじ市立伊加利小学校（同上）[89]
- 南あわじ市立灘小学校（2015年南あわじ市立阿万小学校へ統合）[90]
- 南あわじ市立西淡志知小学校（2020年三原志知小と統合し南あわじ市立志知小学校〈2代目〉へ）[91]
- 南あわじ市立三原志知小学校（2020年西淡志知小と統合し志知小〈2代目〉へ）[91]
- 志知村立志知小学校〈初代〉（1957年西淡志知小と三原志知小へ分割）
- 南淡町立灘第一小学校（1986年統合により灘小へ）[90]
- 南淡町立灘第一小学校潮崎分校（同上）[90]
- 南淡町立灘第二小学校（同上）[90]

## 朝来市
- 朝来市立糸井小学校朝日分校（2016年）[92]
- 朝来市立竹田小学校藤和分校（2016年）[93]
- 朝来市立奥銀谷小学校（2009年朝来市立生野小学校へ統合）[94]
- 朝来市立梁瀬小学校〈旧〉（2011年統合により朝来市立梁瀬小学校〈新〉へ）[95]
- 朝来市立与布土小学校（同上）[95]
- 朝来市立粟鹿小学校（同上）[95]
- 生野町立上生野小学校（1960年奥銀谷小上生野分校となり、1971年廃校）[94]
- 生野町立生野小学校白口分校（1960年）[94]
- 生野町立黒川小学校（1992年奥銀谷小へ統合）[94]
- 生野町立栃原小学校（2005年生野小へ統合）[94]
- 朝来町立山口小学校田路分校（1966年）[96]
- 朝来町立中川小学校納座分校（1968年）[97]
- 朝来町立佐嚢小学校（1969年朝来市立山口小学校〈当時：朝来町立〉へ統合）[96]
- 朝来町立多々良木小学校（1986年朝来市立中川小学校〈当時：朝来町立〉へ統合）[97]
- 朝来町立神子畑小学校（1972年山口小へ統合）[96]
- 山東町立梁瀬小学校磯部分校（1968年）[95]
- 和田山町立竹内小学校（1973年寺内小と統合し朝来市立糸井小学校〈当時：和田山町立〉へ）[92]
- 和田山町立寺内小学校（1973年竹内小と統合し糸井小へ）[92]

## 淡路市
- 淡路市立生穂第一小学校（2009年生穂第二小と統合し生穂小へ）[98]
- 淡路市立生穂第二小学校（2009年生穂第一小と統合し生穂小へ）[98]
- 淡路市立生田小学校（2009年[99]浅野小へ統合）[100]
- 淡路市立浅野小学校（2010年統合により淡路市立北淡小学校へ）[101]
- 淡路市立野島小学校（同上）[101]
- 淡路市立仁井小学校（同上）[101]
- 淡路市立柳沢小学校（2010年淡路市立多賀小学校へ統合）[100]
- 淡路市立山田小学校（2014年統合により淡路市立一宮小学校へ）[102]
- 淡路市立尾崎小学校（同上）[102]
- 淡路市立郡家小学校（同上）[102]
- 淡路市立富島小学校（2016年北淡小へ統合）[103]
- 淡路市立室津小学校（同上）[104]
- 淡路市立江井小学校（2017年一宮小へ統合）[105]
- 淡路市立生穂小学校（2017年佐野小と統合し淡路市立津名東小学校へ）[106]
- 淡路市立佐野小学校（2017年生穂小と統合し津名東小へ）[106]
- 淡路市立育波小学校（2018年北淡小へ統合）[107]
- 淡路市立釜口小学校（2019年淡路市立学習小学校へ統合）[108]

## 宍粟市
- 宍粟市立千種東小学校（2011年千種南小へ統合）[109]
- 宍粟市立千種南小学校（2012年千種北小と統合し宍粟市立千種小学校へ）[109]
- 宍粟市立千種北小学校（2012年千種南小と統合し千種小へ）[109]
- 宍粟市立菅野小学校（2014年土万小と統合し宍粟市立山崎西小学校へ）[110]
- 宍粟市立土万小学校（2014年菅野小と統合し山崎西小へ）[110]
- 宍粟市立波賀小学校〈旧〉（2015年統合により宍粟市立波賀小学校〈新〉へ）[111]
- 宍粟市立野原小学校（同上）[111]
- 宍粟市立道谷小学校（同上）[111]
- 宍粟市立下三方小学校（2016年統合により宍粟市立一宮北小学校へ）[112]
- 宍粟市立三方小学校（同上）[112]
- 宍粟市立繁盛小学校（同上）[112]
- 宍粟市立神戸小学校（2018年染河内小と統合し宍粟市立はりま一宮小学校へ）[113]
- 宍粟市立染河内小学校（2018年神戸小と統合しはりま一宮小へ）[113]
- 宍粟市立伊水小学校（2022年都多小と統合し宍粟市立蔦沢小学校へ）[114]
- 宍粟市立都多小学校（2022年伊水小と統合し蔦沢小へ）[114]
- 宍粟市立城下小学校（2025年戸原小と統合し宍粟市立山崎南小学校へ）[45]
- 宍粟市立戸原小学校（2025年城下小と統合し山崎南へ）[45]
- 一宮町立三方小学校溝谷分校（1968年）[115]
- 一宮町立繁盛小学校黒原分校（1969年）[116]
- 一宮町立繁盛小学校倉床分校（1971年）[116]
- 一宮町立繁盛小学校千町分校（1974年）[116]
- 波賀町立野尻小学校（1989年引原小と統合し野原小へ）[117]
- 波賀町立引原小学校（1989年野尻小と統合し野原小へ）[117]

## たつの市
- たつの市立室津小学校（2021年たつの市立御津小学校へ統合）[118][11]
- 龍野市立揖西北小学校（1954年揖西南小と統合したつの市立揖西西小学校〈当時：龍野市立〉へ）[119]
- 龍野市立揖西南小学校（1954年揖西北小と統合し揖西西小へ）[119]

## 加東市
- 加東市立東条東小学校（2021年加東市立東条中学校及び加東市立東条西小学校と統合し、義務教育学校である加東市立東条学園小中学校へ）[120]
- 加東市立東条西小学校（2021年東条中及び東条東小との統合し、東条学園小中学校へ）[120]
- 加東市立社小学校（2025年統合により加東市立社学園小学校（小中一貫校）へ）[121][45]
- 加東市立福田小学校（同上）[121]
- 加東市立米田小学校（同上）[121]
- 加東市立三草小学校（同上）[121]
- 加東市立鴨川小学校（同上）[121]
- 滝野町立滝野小学校（1949年加茂小と統合し滝野町加茂村組合立加茂小となり、1966年加東市立滝野東小学校〈当時：滝野町立〉へ）[122]
- 加茂村立加茂小学校（1949年滝野小と統合し滝野町加茂村組合立加茂小となり、1966年滝野東小へ）[122]
- 上東条村立上東条小学校（1951年5月秋津小と統合し東条東小へ）[123]
- 上東条村立秋津小学校（1951年5月上東条小と統合し東条東小へ）[123]

## 川辺郡
- 猪名川町立大島小学校柏原分教場（1969年9月1日）[124]
- 猪名川町立阿古谷小学校（2013年猪名川町立松尾台小学校へ統合）[125]

## 多可郡
- 加美町立清島小学校（1960年多可町立杉原谷小学校〈当時：加美町立〉へ統合）[126]
- 多可町立八千代南小学校（2016年統合により多可町立八千代小学校へ）[127]
- 多可町立八千代北小学校（同上）[127]
- 多可町立八千代西小学校（同上）[127]

## 加古郡
- 播磨町立播磨北小学校（2007年）[128]

## 神崎郡
- 市川町立屋形小学校（1964年市川町立鶴居小学校へ統合）[129]
- 市川町立瀬加小学校牛尾分校（2003年）[130]
- 市川町立小畑小学校（2008年市川町立川辺小学校へ統合）[131]
- 神河町立上小田小学校（2006年神河町立寺前小学校へ統合）[132]
- 神河町立川上小学校（2012年神河町立長谷小学校へ統合）[133]
- 神河町立粟賀小学校（2013年大山小と統合し神河町立神崎小学校へ）[134]
- 神河町立大山小学校（2013年粟賀小と統合し神崎小へ）[134]
- 神河町立南小田小学校（2013年寺前小へ統合）[134]
- 神河町立越知谷小学校（2020年神崎小へ統合）[135]
- 神崎町立粟賀小学校根宇野分校[136]（昭和45年3月廃校）
- 神崎町立越知谷第一小学校（2005年越知谷第二小と統合し越知谷小へ）[137]
- 神崎町立越知谷第二小学校（2005年越知谷第一小と統合し越知谷小へ）[137]

## 赤穂郡
- 上郡町立赤松小学校〈初代〉（1966年統合により赤松小〈2代目〉へ）[138]
- 上郡町立大枝小学校（同上）[138]
- 上郡町立岩木小学校（同上）[138]
- 上郡町立山野里小学校〈旧〉（2010年統合により上郡町立山野里小学校〈新〉へ）[138]
- 上郡町立船坂小学校（同上）[138]
- 上郡町立梨ケ原小学校（同上）[138]
- 上郡町立船坂小学校行頭分校（1997年休校、2010年廃止）[139]
- 上郡町立上郡小学校〈旧〉（2012年統合により上郡町立上郡小学校〈新〉へ）[138]
- 上郡町立赤松小学校〈2代目〉（同上）[138]
- 上郡町立鞍居小学校（同上）[138]

## 佐用郡
- 佐用町立長谷小学校（1994年統合により利神小へ）[140]
- 佐用町立平福小学校（同上）[140]
- 佐用町立石井小学校（同上）[140]
- 佐用町立海内小学校（同上）[140]
- 佐用町立佐用小学校〈旧〉（2014年江川小と統合し佐用町立佐用小学校〈新〉へ）[141]
- 佐用町立江川小学校（2014年佐用小〈旧〉と統合し佐用小〈新〉へ）[141]
- 佐用町立南光小学校〈旧〉（2014年統合により佐用町立南光小学校〈新〉へ）[142]
- 佐用町立徳久小学校（同上）[142]
- 佐用町立中安小学校（同上）[142]
- 佐用町立上月小学校〈旧〉（2015年統合により佐用町立上月小学校〈新〉へ）[143]
- 佐用町立久崎小学校（同上）[143]
- 佐用町立幕山小学校（同上）[143]
- 佐用町立利神小学校（2020年佐用小へ統合）[141]
- 佐用町立三河小学校（2020年南光小へ統合）[144]
- 三日月町立広業小学校（1965年大広小と統合し佐用町立三日月小学校〈当時：三日月町立〉へ）[142]
- 三日月町立大広小学校（1965年広業小と統合し三日月小へ）[142]
- 三日月町立大畑小学校（1971年三日月小へ統合）[142]

## 美方郡
- 新温泉町立温泉小学校〈旧〉（2010年統合により新温泉町立温泉小学校〈新〉へ）[145]
- 新温泉町立熊谷小学校（同上）[145]
- 新温泉町立春来小学校（同上）[145]
- 新温泉町立八田小学校（2012年温泉小へ統合）[145]
- 新温泉町立奥八田小学校（同上）[145]
- 香美町立奥佐津小学校（2024年香美町立香住小学校へ統合）[44]
- 香美町立佐津小学校（同上）[44]
- 浜坂町立久斗山小学校池ヶ平冬季分校（1971年）[146]
- 浜坂町立久斗小学校（2003年[146]久斗山小と統合し新温泉町立浜坂東小学校〈当時：浜坂町立〉へ）[147]☆旧久斗小の校舎は浜坂東小に引き継がれた[注釈 4]
- 浜坂町立久斗山小学校（2003年[146]久斗小と統合し浜坂東小へ）[147]
- 浜坂町立諸寄小学校（2003年居組小と統合し新温泉町立浜坂西小学校〈当時：浜坂町立〉へ）[148]☆旧諸寄小の校舎は浜坂西小に引き継がれた
- 浜坂町立居組小学校（2003年諸寄小と統合し浜坂西小へ）[148]
- 浜坂町立赤崎小学校（2004年浜坂東小[147]と新温泉町立浜坂北小学校〈当時：浜坂町立〉[149]へ分割統合）
- 浜坂町立御火浦小学校（2004年浜坂東小へ統合）[147]
- 浜坂町立浜坂小学校（2004年赤崎小の一部と統合し浜坂北小へ）[149]☆旧浜坂小の校舎は浜坂北小に引き継がれた
- 浜坂町立大庭小学校（2004年新温泉町立浜坂南小学校〈当時：浜坂町立〉へ移行）[150]☆校舎はそのまま引き継がれた
- 温泉町立熊谷小学校桧尾冬期分校（1968年）[151]
- 温泉町立奥八田小学校霧滝分校（1968年）[146]
- 温泉町立奥八田小学校海上分校（1999年10月）[146]
- 香美町立奥佐津小学校三川分校（1976年休校、2009年廃校）[152]
- 香住町立余部小学校鎧分校（1957年通学区を香美町立香住小学校〈当時：香住町立〉へ編入し廃校）[注釈 5]
- 香住町立奥佐津小学校土本分校（1965年）[152]
- 香住町立安木小学校（1965年香美町立佐津小学校〈当時：香住町立〉へ統合）[注釈 6]
- 村岡町立村岡小学校〈旧〉（1968年統合により香美町立村岡小学校〈当時：村岡町立〉村岡校舎となり、1969年6月1日新校舎に移転）[153]
- 村岡町立神坂小学校（1968年村岡小神坂校舎となり、1969年6月1日廃止）[153]
- 村岡町立高井小学校（1968年村岡小高井校舎となり、1969年6月1日廃止）[153]
- 村岡町立射添小学校〈旧〉（1976年統合により香美町立射添小学校〈当時：村岡町立〉へ）[154]
- 村岡町立柤小学校（同上） [154]
- 村岡町立味取小学校（同上）[154]
- 村岡町立山田小学校（同上）[154]
- 村岡町立福岡小学校（1971年統合により香美町立兎塚小学校〈当時：村岡町立〉へ）[155]
- 村岡町立大谷小学校（同上）[155]
- 村岡町立日影小学校（同上）[155]
- 村岡町立日影小学校作山分校（1971年）
- 美方町立小代小学校〈旧〉（1967年統合により香美町立小代小学校〈当時：美方町立〉へ）[注釈 7]
- 美方町立小南小学校（同上）
- 美方町立小北小学校（同上）
- 美方町立小代小学校小長辿分校（1969年）
- 美方町立小代小学校熱田分校(1969)